# Norito
Norito (jap. 祝詞) – sintoistyczne teksty rytualne, zawierające najstarsze japońskie modlitwy i zaklęcia .
Teksty były przekazywane ustnie od początków I tysiąclecia, w pełni ukształtowały się w VII–VIII wieku, zaś spisane zostały w X wieku w kodeksie Engishiki (jap. 延喜式) (27 norito) oraz innych zabytkach . Norito wygłaszane były na dworze cesarskim podczas uroczystości religijnych .
Norito składają się z trzech części:
1. wstęp (wezwanie do zgromadzonych, by wysłuchali słów)
2. tekst zasadniczy (rozpoczynający się powołaniem na wolę bóstwa lub cesarza), na który składa się:
  - relacja o pochodzeniu obrzędu lub święta
  - opis wykonania obrzędu
3. zamknięcie (najczęściej zawierające wyliczenie ofiar i czynności do wykonania w celu zapewnienia powszechnego pokoju i szczęścia)[1] .

Norito pisane były prozą uroczystą, rytmiczną, z licznymi ozdobnikami oraz słownictwem głoszącym piękno, dobro, pokój, szczęście i pomyślność . Norito reprezentują najstarszą warstwę języka japońskiego o znikomych wpływach języka chińskiego, dzięki czemu są cennym źródłem do badań języka i wierzeń starojapońskich .
Polski przekład jednego tekstu norito, dokonany przez Wiesława Kotańskiego, można znaleźć w antologii Dziesięć tysięcy liści.